# Marc Chabry
Pour les articles homonymes, voir Chabry.
Marc Chabry, né en 1660 et mort à Lyon le 4 août 1727, est un peintre et sculpteur français.
Il obtient les titres de sculpteur de la Ville de Lyon et de sculpteur du roi. Beaucoup de ses œuvres sont détruites à la Révolution.
Il a deux fils qui sont aussi sculpteurs : Jean Chabry (1710 - 1776) installé  à Paris, et Marc II Chabry (1696 - après 1760) architecte et sculpteur à Lyon,.

## Biographie
Les premières années de l’artiste sont restées méconnues de la plupart des historiens anciens, qui le font naître à Arles, Barbentane ou Lyon, et l’ont cru apprenti auprès de Pierre Puget à l'atelier de l'arsenal de Toulon, où il aurait eu comme condisciples J. Matias, Robert Le Lorrain et Bernard Turreau.
Il revenait à l’érudit avignonnais Adrien Marcel de démontrer que Marc Chabry, fils du maître-maçon Richard Chabry (ou Chabrier), naquit à Avignon le 16 décembre 1660, paroisse Sainte-Madeleine, et qu’il entra en apprentissage le 22 octobre 1674 chez le sculpteur Jean Péru, qui fut également à la même époque le maître de Bernard Turreau.
Il est représentatif du mouvement baroque.
Il se marie à Lyon, dans l'église Saint-Thomas-de-Fourvière, le 26 janvier 1686, avec Marie-Andrée Blampignon. Elle est la fille de Joachim Blampignon, marchand, maître orfèvre et député des orfèvres à Lyon. Ils ont huit enfants dont deux fils sculpteurs comme leur père.
En 1687, il apparaît dans les travaux de l'abbaye de Saint-Pierre-les-Nonnains de Lyon et réalise deux statues — Minerve et La Concorde — et quatre piédestaux pour le jardin intérieur. On lui attribue aussi les dessins des boiseries de la chapelle et un cartouche dans le réfectoire.
Le 31 décembre 1688, il se présente à Paris pour être agréé à l'Académie royale de peinture et de sculpture en tant qu'académicien. Il lui est demandé de faire un modèle en terre de Loth et ses filles et de « faire connaître de ses bonnes mœurs ou par un certificat de L. Blanchet à Lyon, ou par le témoignage de personnes d'honneur à Paris ». Pour résultat, il est seulement associé à l'Académie.
En 1690, il reçoit une commande de six tableaux illustrant des épisodes de la vie de saint Antoine pour orner le chœur de l'abbaye de Saint-Antoine-en-Viennois, achevés en 1696. Ces œuvres sont protégées au titre des monuments historiques en 1911. Il réalise un retable et un autel en marbre pour les Antonins de Lyon, détruits avant la Révolution.
En 1703, sa statue équestre de Louis XIV est placée sur la façade principale de l'Hôtel de Ville de Lyon, elle sera détruite lors de la Révolution.
Le 30 janvier 1704, "mademoiselle Blampignon et Louis Pérille, marchands de Lyon, s’obligent à faire faire par le sieur Chabry, six marches pour l’autel, depuis la porte de la sacristie jusqu’à l’autel, les plafonds et compartiments différenciés de marbre blanc et de pierre".
En 1704, Marc Chabry se rend en Allemagne, attiré par les chantiers ouverts par l'empereur Léopold Ier et le prince Eugène. Il revient à Lyon après la mort de l'empereur en 1705. Lors de son voyage, il exécute le portrait de l'électeur à Mayence. De plus, deux groupes en marbre — Hercule et l'Hydre de Lerne et Hercule et le Lion de Némée —, conservés au château de Schönbrunn à Vienne lui sont aussi attribués.
Le 12 février 1710, il s’engage à sculpter pour la chapelle de M. de Joannis de Verclos à la Métropole d’Avignon, deux statues : Saint Pierre et Saint Charles Borromée, qui sont toujours conservées .
Il travaille aussi à la décoration de la chapelle du château de Versailles : en 1709 pour l'exécution des médaillons de l'attique de la voûte de la chapelle avec Guillaume Coustou le Jeune, Robert Le Lorrain, Philippe Bertrand, Pierre Lepautre et Martin Fréminet ; et en 1711 pour celle des trophées des piliers avec les mêmes ainsi que Defer, Jean Raon et Jean-Baptiste Tuby.
Il est de retour à Lyon en 1713 : le Consulat le charge d'exécuter le piédestal du Monument à Louis XIV pour la place Royale, désormais place Bellecour. En tant qu'architecte de la Ville, il se charge de la direction des travaux et du choix des marbres à Gènes en 1714. Il réalise les trophées décorant le piédestal, détruit avec la statue pendant la Révolution.
En 1720, il réalise un autel pour la chapelle des Grands Artisans du collège de la Trinité à Lyon.
Il meurt le 4 août 1727 à Lyon, et est inhumé le 6 août "dans la grande cave de Saint-Laurent, sieur Marc Chabry sculpteur très célèbre"
. Son inventaire après décès est établi à son adresse dans la maison Mey, montée des Capucins, actuellement rue Octavio Mey, montée des Carmes Déchaussés .

## Œuvres

### Œuvres dans les collections publiques
Autriche
- Vienne, château de Schönbrunn :

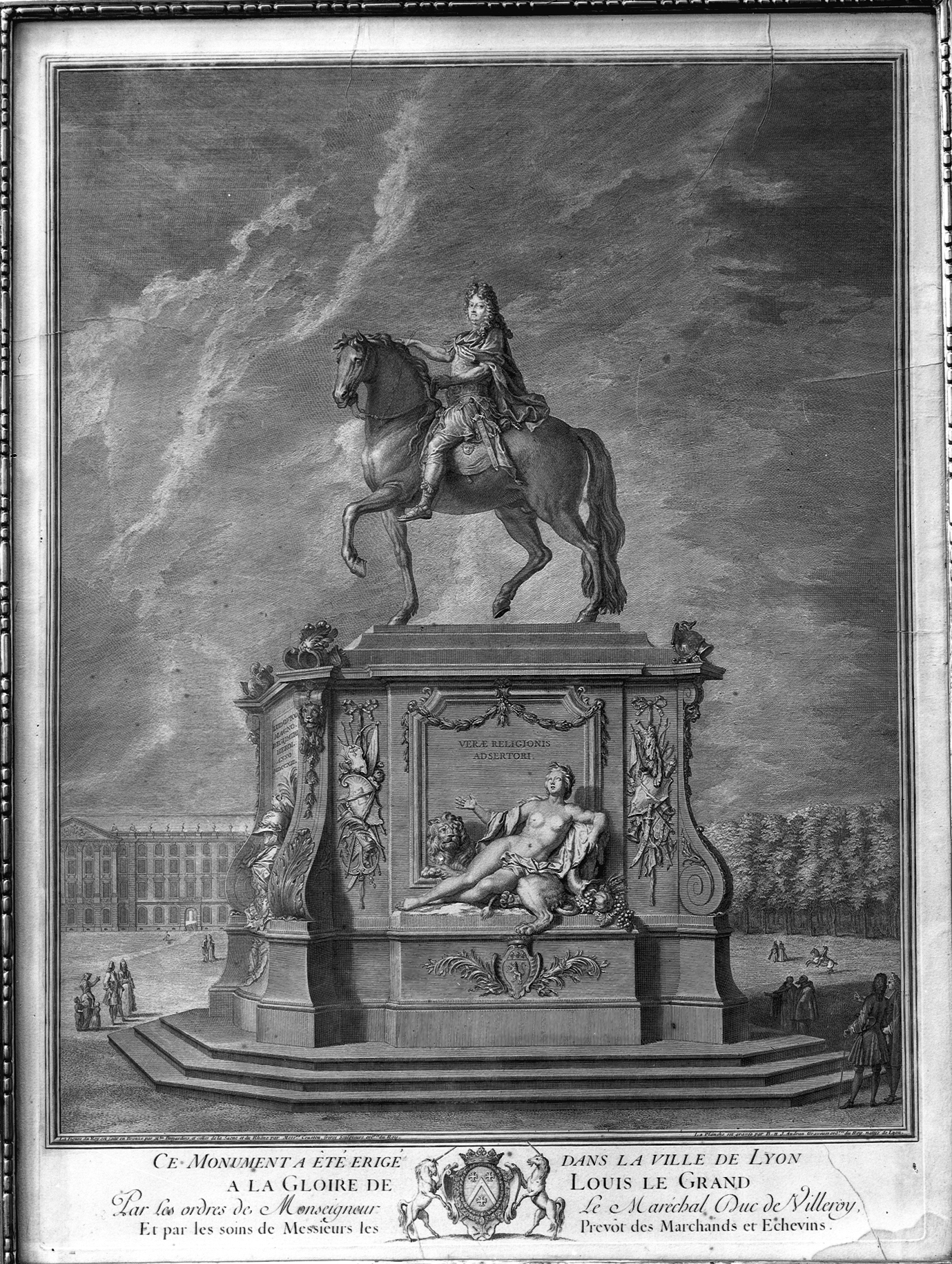
Jean Audran, Le Monument à Louis XIV, place Bellecour à Lyon, estampe.

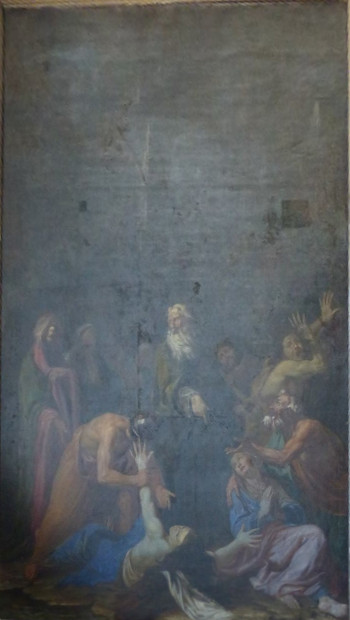
Saint Antoine guérissant les possédés en présence de deux philosophes (entre 1690 et 1696), abbaye de Saint-Antoine-l'Abbaye.

  - Hercule et l'Hydre de Lerne, 1704, marbre ;
  - Hercule et le Lyon de Némée, 1704, marbre.

France
- Lyon :
  - abbaye de Saint-Pierre-les-Nonnains :
    - Concorde portant un rameau d'olivier, 1687, localisation actuelle inconnue ;
    - Vertu invincible sous forme de Minerve, 1687, localisation actuelle inconnue ;
    - Boiseries des stalles de la salle du Chapitre.

  - Préceptorie de Saint-Antoine dite commanderie d'Antonins : retable et autel en marbre, entre 1696 et 1706, détruits avant la Révolution.
  - église Saint-Bruno :
    - deux consoles sous les statues de Saint Bruno et Saint Jean-Baptiste réalisées par Jacques Sarrazin[24];
    - cadre du tableau Saint André conduit au supplice[25];
    - cadre des deux tableaux L'Ascension et L'Assomption peints par Pierre-Charles Trémolières[26].

  - musée des Beaux-Arts : Buste du peintre Cossiau, 1711, terre cuite[27] .
  - Piédestal du Monument à Louis XIV, 1715-1717, place Bellecour, détruit à la Révolution[28].
  - Collège de la Trinité : autel de la chapelle.
  - Hôtel de Ville : Louis XIV à cheval, bas-relief de l'attique avec les thermes et statues qui le surmontaient, détruits à la Révolution.
- Saint-Antoine-l'Abbaye, abbaye de Saint-Antoine : Vie de saint Antoine en six tableaux, 1690-1696[29]:

1. La sœur de saint Antoine redistribuant les richesses qu'il lui a léguées
2. Saint Antoine recevant la vision du Christ et de l'ange portant le Tau
3. Saint Antoine exhortant les martyrs d'Alexandrie
4. Saint Antoine prêchant devant sa grotte et prononçant l'anathème contre les ariens
5. Saint Antoine guérissant les possédés en présence de deux philosophes
6. Saint Antoine guérissant la fille possédée sur la foi de sa mère

- Versailles, chapelle du château :
  - médaillons de l'attique de la voûte de la chapelle, 1709.
  - trophées des piliers de la chapelle, 1711.
- Villefranche-sur-Saône, académie de Villefranche : Buste de Louis XIV, localisation actuelle inconnue.
- Avignon, Cathédrale Notre-Dame-des-Doms : Statues de Saint Pierre et de Saint Charles Borromée, 1710.

### Œuvres non localisées
- Figures en marbre d'Arles, avant 1684.
- Christ en buis, pour M. de Bargues.
- Statue de l'Hiver, pour le cardinal de Villeroy.
- Buste de Louis XIV.
- Portrait de l'électeur de Mayence.
- Hercule et une Vierge, sculptures avec lesquelles il obtient le titre de sculpteur du roi.